# 디리클레 베타 함수

디리클레 베타 함수

수학에서 디리클레 베타 함수(Dirichlet beta function) 혹은 카탈랑 베타 함수(Catalan beta function)는 리만 제타 함수와 밀접한 관련이 있는 특수 함수이다. 디리클레 L-함수의 특수한 경우이다.

## 정의
디리클레 베타 함수는 다음과 같이 정의된다.
{\displaystyle \beta (s)=\sum _{n=0}^{\infty }{\frac {(-1)^{n}}{(2n+1)^{s}}}}
혹은 다음과 같이 표현할 수도 있다.
{\displaystyle \beta (s)={\frac {1}{\Gamma (s)}}\int _{0}^{\infty }{\frac {x^{s-1}e^{-x}}{1+e^{-2x}}}\,dx}

## 특별한 값
{\displaystyle \beta (0)={\frac {1}{2}}}
{\displaystyle \beta (1)\;=\;\tan ^{-1}(1)\;=\;{\frac {\pi }{4}}}
{\displaystyle \beta (2)\;=\;G}, 여기서 {\displaystyle G}는 카탈랑 상수를 의미한다.
{\displaystyle \beta (3)\;=\;{\frac {\pi ^{3}}{32}}}
{\displaystyle \beta (5)\;=\;{\frac {5\pi ^{5}}{1536}}}
{\displaystyle \beta (7)\;=\;{\frac {61\pi ^{7}}{184320}}}
{\displaystyle 0} 이상의 정수 {\displaystyle k}에 대하여 {\displaystyle \beta (-k)={{E_{k}} \over {2}}}이다. 여기서 {\displaystyle {E_{n}}}는 오일러 수를 의미한다.
오일러 수 {\displaystyle {E_{n}}}은 {\displaystyle n}이 홀수일 때 {\displaystyle 0}이기 때문에, {\displaystyle k}가 홀수일 때 {\displaystyle \beta (-k)=0}임을 알 수 있다.

## 표
| s   | β(s)                        | OEIS    |
| --- | --------------------------- | ------- |
| 1/5 | 0.5737108471859466493572665 |         |
| 1/4 | 0.5907230564424947318659591 |         |
| 1/3 | 0.6178550888488520660725389 |         |
| 1/2 | 0.6676914571896091766586909 | A195103 |
| 1   | 0.7853981633974483096156608 | A003881 |
| 2   | 0.9159655941772190150546035 | A006752 |
| 3   | 0.9689461462593693804836348 | A153071 |
| 4   | 0.9889445517411053361084226 | A175572 |
| 5   | 0.9961578280770880640063194 | A175571 |
| 6   | 0.9986852222184381354416008 | A175570 |
| 7   | 0.9995545078905399094963465 |         |
| 8   | 0.9998499902468296563380671 |         |
| 9   | 0.9999496841872200898213589 |         |
| 10  | 0.9999831640261968774055407 |         |

## 같이 보기
- 후르비츠 제타 함수
- 디리클레 L-함수
- 디리클레 에타 함수